# 路德维希·吉斯
路德维希·吉斯（Ludwig Gies，1887年9月3日—1966年1月27日）是一位德国雕塑家、奖章雕刻家、艺术教授。吕贝克主教座堂内部的十字架是他的作品，该十字架于1922年3月遭毁坏，之后纳粹当局認為該十字架是典型的頹廢藝術作品。挂在德國國會大廈全体会议厅（Plenary Hall）前的联邦之鹰也是他的作品，這個作品於1953年落成。